# Necpaly
Necpaly (allemand : Netzpal, hongrois : Necpál) est un village de Slovaquie situé dans la région de Žilina.

## Histoire
La première mention écrite du village date de 1266.

## Démographie

### Évolution de la population
| Année:               | 1994. | 2004.   | 2014.   | 2024.    |
| -------------------- | ----- | ------- | ------- | -------- |
| Nombre de personnes: | 798   | 826     | 888     | 1023     |
| Différence:          |       | +3,50 % | +7,50 % | +15,20 % |

| Année:               | 2023. | 2024.   |
| -------------------- | ----- | ------- |
| Nombre de personnes: | 1019  | 1023    |
| Différence:          |       | +0,39 % |